# Хілгана
Хілгана (рос. Хилгана) — улус Баргузинського району, Бурятії Росії. Входить до складу Сільського поселення Хілганайське.
Населення — 810 осіб (2015 рік).